# Таємниче сяйво
«Таємниче сяйво» (кор.: хангиль: 밀양, НЛ: Miryang) — південнокорейська драма режисера та сценариста Лі Чхан Дона. Фільм знято на основі новели Лі Чхон Джуна. Корейська назва походить від міста, у якому відбуваються основні події — Мірян. За роль у фільмі Чон До Йон отримала Приз найкращій акторці на Каннському кінофестивалі 2007 року. Також стрічка стала найкращим фільмом Азійської та Азійсько-тихоокеанської кінопремій.

## Сюжет
Лі Шин Е разом із сином після смерті чоловіка переїздить у його рідне містечко. На в'їзді до міста її машина ламається і вона знайомиться з механіком Кім Чон Чаном.

## У ролях
- Чон До Йон — Лі Шин Е
- Сон Кан Хо — Кім Чон Чхан
- Чо Йон Джин — Пак До Сеп
- Кім Йон Дже — Лі Мін Гі

## Критика
Фільм отримав схвальні відгуки кінокритиків. На сайті Rotten Tomatoes «Таємниче сяйво» має рейтинг 94 %, на основі 31 рецензії. На Metacritic фільм має середню оцінку 84 зі 100, на основі 6 відгуків кінокритиків. Е. О. Скотт із «Нью-Йорк таймс» назвав «Таємниче сяйво» «великим фільмом від головної постаті в світовому кінематографі». У своїй рецензії Ноел Мюррей написав, що «це прекрасний фільм із холодним, темним серцем». Японський режисер Хірокадзу Корееда обрав «Таємниче сяйво» найкращим фільмом ХХІ століття.

## Нагороди
| Рік  | Премія                                   | Категорія                    | Номінант         | Результат |
| ---- | ---------------------------------------- | ---------------------------- | ---------------- | --------- |
| 2007 | 60-й Каннський кінофестиваль             | Золота пальмова гілка        | Лі Чхан Дон      | Номінація |
| 2007 | 60-й Каннський кінофестиваль             | Приз за найкращу жіночу роль | Чон До Йон       | Перемога  |
| 2007 | Азійсько-Тихоокеанська кінопремія        | Найкращий фільм              | «Таємниче сяйво» | Перемога  |
| 2007 | Азійсько-Тихоокеанська кінопремія        | Найкраща актриса             | Чон До Йон       | Перемога  |
| 2007 | Азійсько-Тихоокеанська кінопремія        | Найкращий сценарій           | Лі Чхан Дон      | Номінація |
| 2007 | 27-а Премія Асоціації кінокритиків Кореї | Найкраща актриса             | Чон До Йон       | Перемога  |
| 2007 | 28-а Премія Блакитний дракон             | Найкраща актриса             | Чон До Йон       | Перемога  |
| 2007 | Корейська кінопремія                     | Найкращий фільм              | «Таємниче сяйво» | Перемога  |
| 2007 | Корейська кінопремія                     | Найкращий режисер            | Лі Чхан Дон      | Перемога  |
| 2007 | Корейська кінопремія                     | Найкращий актор              | Сон Кан Хо       | Перемога  |
| 2007 | Корейська кінопремія                     | Найкраща актриса             | Чон До Йон       | Перемога  |
| 2007 | Корейська кінопремія                     | Найкращий сценарій           | Лі Чхан Дон      | Номінація |
| 2007 | Корейська кінопремія                     | Найкраща операторська робота | Чо Йон Гю        | Номінація |
| 2008 | Азійська кінопремія                      | Найкращий фільм              | «Таємниче сяйво» | Перемога  |
| 2008 | Азійська кінопремія                      | Найкращий режисер            | Лі Чхан Дон      | Перемога  |
| 2008 | Азійська кінопремія                      | Найкращий актор              | Сон Кан Хо       | Номінація |
| 2008 | Азійська кінопремія                      | Найкраща актриса             | Чон До Йон       | Перемога  |
| 2008 | 44-та Премія мистецтв Пексан             | Найкращий фільм              | «Таємниче сяйво» | Номінація |
| 2008 | 44-та Премія мистецтв Пексан             | Найкращий режисер            | Лі Чхан Дон      | Перемога  |
| 2008 | 44-та Премія мистецтв Пексан             | Найкраща актриса             | Чон До Йон       | Номінація |
| 2008 | 44-та Премія мистецтв Пексан             | Найкращий сценарій           | Лі Чхан Дон      | Номінація |
| 2008 | Премія Великий дзвін                     | Best Film                    | «Таємниче сяйво» | Номінація |
| 2008 | Премія Великий дзвін                     | Найкращий режисер            | Лі Чхан Дон      | Номінація |
| 2008 | Премія Великий дзвін                     | Найкращий актор              | Сон Кан Хо       | Номінація |
| 2008 | Премія Великий дзвін                     | Найкраща актриса             | Чон До Йон       | Номінація |
| 2010 | Village Voice Film Poll                  | Найкраща актриса             | Чон До Йон       | 5         |
| 2010 | IndieWire Critics Poll                   | Найкраща актриса             | Чон До Йон       | 7         |